# 영화 배급
영화 배급(映畵配給, 영어: film distribution)은 영화 산업의 제작·흥행과 대등한 업무 부문이다. 단순히 배급이라고도 하며, 배급 업무를 수행하는 기업을 영화 배급사, 또는 배급사라고 부른다.

## 개념
영화 작품을 완성 할 때까지가 영화 제작이며, 최종 사용자를 위한 상영 업무·접객 업무를 수행하는 것이 영화 흥행이며, 그 두 부문을 연결하는 것이 영화 배급이다. 영화 판매는 배급사가 흥행 회사와 개별 영화관에서하는 영업 업무를 가리킨다.
세계 각국의 국내 제작 영화는 예외적인 경우를 제외하고 제일 먼저 제작자 측과 배급사 사이에서 배급 계약 작업을 수행한 다음, 제작자 측이 해외 배급권을 국내 배급사와 해외 세일즈를 하는 회사에 위탁하는 경우와 제작자 측이 직접 영업 창구가 되는 경우가 있다.
한편, 국외의 작품에 대해 배급사는 자국 내에서의 배급권을 매입하여 국내에서의 배급 업무를 행한다. 배급사의 매입 권리가 영화관 공개 권한 외에, TV 방영권, 비디오 제작 권한 등 모든 권리를 포함한 권리 인 경우, 배급사가 자국의 방송국이나 영상 제작자에게 그 권리를 판매할 수도 있다. 자국뿐만 아니라 아시아, 유럽, 북미 등 지역에서의 권리를 포함하여 사들일 수도 있으며,이 경우는 그만큼의 자금이 필요하다.

## 절차
배급 계약이 체결되면, 또는 체결되는 것을 전제로 국내 제작물 (영화 작품) 배급 위탁을 받는 경우도 해외에서 사들 경우도 마찬가지로, 배급사에 창간호 프린트, 혹은 네거티브 원판부터 복사판과 그에 따른 디지털 원판 등이 전달된다. 상영 용 프린트의 양산은 배급사의 업무이다. 외국 영화의 경우, 양산 전에 자막 혹은 모국어 더빙판을 만든다. 
프린트 양산 전에 배급사는 영화관의 예약을 실시한다. 양산 인쇄 매수는 예약 수에 따른 것이다. 양산은 국내 작품의 경우는 예외적인 경우를 제외하고 창간호 프린트를 현상한 현상소에서 실시하는 것이 일반적이다.
영화 홍보 업무는 배급사의 업무이며, 홍보 부문이 없는 기업들은 광고 회사에 아웃소싱 한다. 예고편 만들기는 홍보 업무이다. 홍보 부문 또는 광고 회사는 작업을 예고편 업체에 위탁한다. 예고편의 첫 인쇄가 완료되면 이를 양산하고 예약 된 영화관 등의 흥행 측에 연결하고 배송하는 것은 배급의 고유 업무이다. 
흥행 측이 일정한 배급을 제외하고 배급사에 지불하는 요금을 영화 비용이라고 부른다. 영화 비용의 총계가 배급 수익이며, 국내 작품의 경우, 여기에 일정 비율의 배급 수수료, 광고비를 포함 배급 비용 등을 제외한 분을 제작자 측에 다시 구조로되어있다. 해외 작품의 경우 매입 비용을 지불하고 있기 때문에, 배급 수익은 곧 배급사의 수익이된다.
제작·배급·흥행을 한 회사에서 수행하는 수직 통합이라고 부른다.

## 배급시스템
배급사가  수직통합라인에서 직접제작에 관여하는 사례와 함께 독립프로듀서의 제작능력을 고려한 사전투자로 배급시스템이 형성되는 비중이 균형을 이룬다.
전자의 경우 자체적인 제작으로 전액투자가 이루어지지만 후자의 경우에서는 배급사와 별개인 독립프로듀서의 제작물의 가치 평가에 따라 전액투자, 부분투자, 배급권분배,자산제공등 다양한 배급시스템의 조합이 이루어진다.
이러한 메이저급 배급사와 중소규모 독립프로듀서와의 다양하고 경험적인 사례를 보여주는 역사적이고 대표적인 예로 할리우드 메이저 스튜디오가 있다.
| 메이저 스튜디오                    | 제휴 독립프로듀서                                                                                           |
| ---------------------------------- | --- |
| 월트 디즈니 픽처스                 | 제리 브룩하이머필름즈, 파우 엔터테인먼트(POW! Entertainment)                                                |
| 워너 브라더스 픽처스               | 맬패소 프로덕션스(Malpaso Productions), 애피언 웨이 프로덕션                                                |
| 20세기 폭스                        | 라이트스톰(Lightstorm Entertainment),배드햇헤리(Bad Hat Harry Productions),스캇프리(Scott Free Productions) |
| 유니버설 스튜디오                  | 이매진 엔터테인먼트                                                                                         |
| 컬럼비아 픽처스, 트라이스타 픽처스 | 스콧 루딘프로덕션                                                                                           |
| 파라마운트 픽쳐스                  | 배드 로봇 프로덕션스, 플랜 B 엔터테인먼트, 플래티넘 듄스                                                    |

## 같이 보기
- 스튜디오 시스템
- 스타 시스템